# C10H13NO5
化学式C10H13NO5（摩尔质量：227.21 g/mol）可以指：
- 前酪氨酸，混合CAS号：87726-53-2 
  - D-前酪氨酸，CAS号：？
  - L-前酪氨酸，CAS号：53078-86-7
- 白叶枯霉素，CAS号：12640-81-2

|  | 这个同类索引页列出了具有相同分子式的化学物（即同分異構體）条目。 除非您是有意链接至本页，否则应将相应条目的内部链接指向正确的条目。 |